# Franz von Dietrichstein
Franz von Dietrichstein, czes. František z Ditrichštejna (ur. 22 sierpnia 1570 w Madrycie, zm. 19 września 1636 w Brnie) – biskup ołomuniecki i kardynał w latach 1599–1636.

## Życiorys
Kształcił się w jezuickim konwikcie św. Bartłomieja w Pradze, a następnie w Collegium Germanicum w Rzymie. W 1591 został kanonikiem ołomunieckim, a rok później także wrocławskim. W 1592 papież Klemens VIII mianował go swoim podkomorzym. W 1594 cesarz Rudolf II nadał mu probostwo w Litomierzycach. W 1597 w Pradze został wyświęcony na księdza. 3 marca 1599 został kardynałem prezbiterem z tytułem San Silvestro in Capite, a później Santa Maria in Trastevere. 26 maja 1599 na życzenie papieża i cesarza kapituła ołomuniecka wybrała go na biskupa. Papież mianował go swoim legatem i wyświęcił na biskupa. Wkrótce przybył na Morawy i szybko nauczył się czeskiego. Stał się właścicielem zamku w Mikulovie i zainicjował dokończenie jego przebudowy już w stylu barokowym. W latach 1608–1611 występował jako przedstawiciel cesarza Rudolfa II w rokowaniach z jego bratem Maciejem. 23 maja 1611 koronował w Pradze cesarza Macieja na czeskiego króla. W swojej diecezji założył wiele klasztorów.
W latach 1602–1607 rozgorzał spór o obsadę probostwa w Opawie. Mieszczanie odmówili przyjęcia katolickiego proboszcza. Z inicjatywy Franza von Dietrichsteina konflikt zakończył się użyciem wojska. Przez 8 miesięcy żołnierze stacjonowali w mieście. W tym czasie usunięto ewangelickich duchownych, a mieszczan zmuszono do konwersji na katolicyzm lub emigracji.
Dzięki porozumieniu biskupa z Karolem Starszym z Žerotína Morawy nie przyłączyły się w 1618 r. do powstania stanów czeskich, stanowiącego (jak się później okazało) wstępny etap wojny trzydziestoletniej. Po zwycięstwie powstańców Dietrichstein został początkowo internowany w swoim pałacu w Brnie, a następnie wygnany z Moraw. Wyjechał początkowo do Mikulova, a następnie do Wiednia. Po klęsce powstańców w bitwie na Białej Górze zabiegał o niskie kary dla buntowników. W styczniu 1621 cesarz Ferdynand II mianował go gubernatorem Moraw. W 1622 doprowadził do ułaskawienia wszystkich skazanych na śmierć na Morawach. Równocześnie powiększył swój majątek wykupując skonfiskowane dobra powstańców. 26 marca 1624 Franz von Dietrichstein został podniesiony do stanu książęcego z prawem adopcji. Kardynał w 1631 przeniósł godność książęcą na swojego bratanka Maksymiliana. W roku 1635 otrzymał tytuł Protector Germaniae.
30 listopada 1624 polecił zamknąć wszystkie niekatolickie kościoły w swojej diecezji. 25 maja 1625 nakazał innowiercom nawrócić się na katolicyzm lub emigrować. W przypadku wyjazdu z kraju musieli on przekazać ¼ majątku na rzecz cesarskiej komory.
Franz von Dietrichstein zmarł w Brnie. W 1661 jego szczątki pochowano w nowej krypcie w katedrze w Ołomuńcu.